# Odon z Bayeux
Odon z Bayeux inaczej Odon z Conteville, imię nadane na chrzcie Eudes (ur. ok. 1036, zm. w lutym 1097 w Palermo) – normandzki biskup i angielski earl, był przyrodnim bratem Wilhelma Zdobywcy, w pewnym okresie drugim (po królu) najważniejszym dostojnikiem w Anglii.
Był synem matki Williama Herlevy i Herluina de Conteville. Hrabia Robert de Mortain był jego młodszym bratem. Nie wiadomo, czy data urodzenia Odona jest prawdziwa. Niektórzy historycy twierdzą, że urodził się na początku, a nie w połowie lat trzydziestych XI wieku, a więc mógłby mieć 19-20 lat w roku 1049, gdy Wilhelm mianował go biskupem Bayeux, nie zaś 13-14.
Jest uważany za pomysłodawcę i zleceniodawcę utworzenia Tkaniny z Bayeux.

## Podbój Anglii
Chociaż był wyświęconym duchownym katolickim bardziej znany był jako wojskowy i polityk. On to dostarczył statków potrzebnych do dokonania inwazji na Anglię i brał udział w bitwie pod Hastings: przypuszczalnie nie walczył z bronią w ręku, lecz zagrzewał rycerstwo do boju pozostając na tyłach. Dzięki Wilhelmowi mógł przewieźć do Anglii swój pastorał i domowników.
W roku 1067 Odon został hrabią Kentu, i przez kilka lat był zaufanym królewskim ministrem. W przypadku nieobecności Wilhelma (np. podróży do Normandii), pełnił de facto obowiązki regenta Anglii, czasami dowodząc wojskami królewskimi w walkach z rebeliantami (np. podczas buntu baronów w roku 1075), aczkolwiek dokładne określenie zakresu jego władzy nie jest dziś możliwe. W kilku przypadkach towarzyszył Wilhelmowi w podróżach na Kontynent.
W tym czasie Odon zyskał wiele nadań ziemskich w Anglii, więcej niż ktokolwiek poza samym królem: miał posiadłości w 23 hrabstwach, głównie w południowej i wschodniej Anglii.

## Proces, uwięzienie i bunt
W 1076 roku stanął przed sądem, oskarżony o sprzeniewierzenie dóbr Korony i diecezji w Canterbury. Trzydniowy proces w miejscowości Penenden Heath w hrabstwie Kent toczył się w obecności wielu notabli duchownych i świeckich. Zgodnie z wyrokiem musiał zwrócić część posiadłości, a jego majątek został zrewidowany.
W 1082 został nagle pozbawiony łask królewskich i uwięziony z powodu planowania ekspedycji militarnej do Włoch. Nie wiadomo, co nim kierowało. Kronikarze, spisujący dzieje w następnym dopiero pokoleniu, twierdzili że Odon zamierzał uczynić samego siebie papieżem, ale współczesne im źródła nie potwierdzają tego. Niezależnie od przyczyny, Odon spędził następne pięć lat w więzieniu, a jego angielskie posiadłości zostały zajęte przez króla, podobnie jak jego godność earla Kentu: nie odebrano jednakże Odonowi godności biskupa Bayeux.
Na łożu śmierci William, w roku 1087, ubłagany przez brata Roberta de Mortain, ostatecznie uwolnił Odona. Po śmierci króla Odon odzyskał godność i przywileje earla, a wkrótce zorganizował kolejną rebelię, tym razem celem wymuszenia przyznania tronu Anglii synowi Wilhelma Robertowi Krótkoudemu. Rebelia została stłumiona, a William Rudy, ku rozczarowaniu swych zwolenników, zezwolił Odonowi opuścić królestwo. W latach następnych Odon pozostał w służbie Roberta w Normandii.
Przyłączył się na koniec do I wyprawy krzyżowej i wyruszył w towarzystwie księcia do Palestyny, ale zmarł po drodze w Palermo w styczniu lub lutym 1097 roku.